# جیمز السورث
جیمز السورث (انگلیسی: James Ellsworth؛ زادهٔ ۱۱ دسامبر ۱۹۸۴) کشتی‌گیر کشتی حرفه‌ای اهل ایالات متحده آمریکا است.